# قوی کوسکوروبا
قوی کوسکوروبا (نام علمی: Coscoroba coscoroba) گونه‌ای پرنده آبزی است که در مناطق جنوبی آمریکای جنوبی زندگی می‌کند. این پرنده کوچک‌ترین گونه‌ای است که قو خوانده می‌شود ولی با این حال پرنده آبزی بزرگ‌جثه‌ای است. قوی کوسکوروبا عضو زیرخانواده غازان از خانواده مرغابیان شامل اردک‌ها، قوها، و غازها است و در سرده تک کوسکوروبا قرار گرفته.

## توصیف ظاهری
قوهای کوسکوروبای نر بین ۳٫۸ و ۵٫۴ کیلوگرم وزن دارند و وزن ماده‌ها بین ۳٫۲ و ۴٫۵ کیلوگرم است. طول آن‌ها بین ۸۷٫۵ و ۱۱۵ سانتی‌متر است و در هنگام بازکردن بال‌ها، طول بال‌های باز شده بین ۱۵۵ و ۱۶۰ سانتی‌متر می‌شود.
رنگ پرهای این پرنده سفید است، به‌جز پرهای بلند بیرونی که به رنگ سیاه هستند و جز در هنگام پرواز دیده نمی‌شوند. رنگ نوک و پاهای قوهای کوسکوروبا قرمز است. آنها بیشتر شبیه غازها هستند تا قوها. با این‌که بررسی‌های ریخت‌شناسانه وجود رابطه خویشاوندی نزدیک بین کوسکوروبا و دیگر قوها را نشان می‌دهند، تحلیل‌های ملکولی نشان می‌دهند که این پرنده ارتباطی با دیگر قوها ندارد و نزدیک‌ترین خویشاوندش غاز کیپ برن است.

## نگارخانه

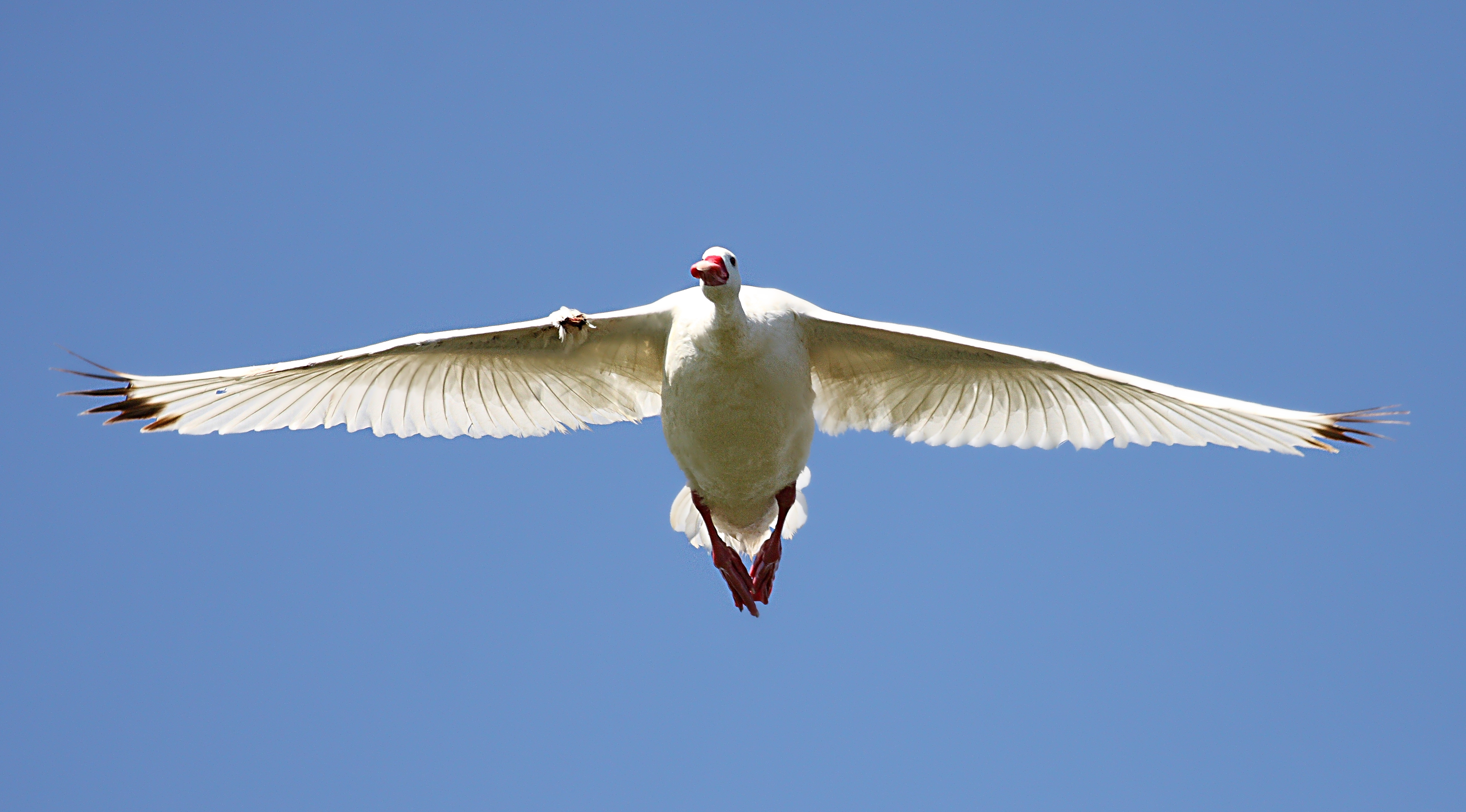
در هنگام پرواز، آرژانتین
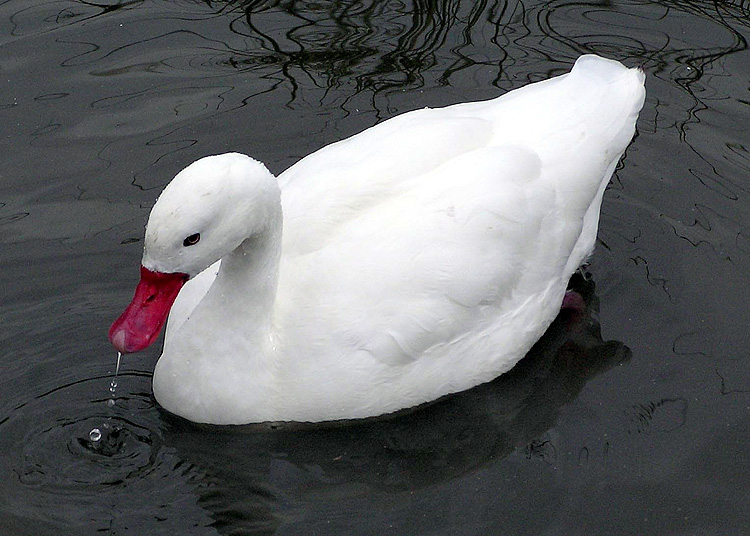
در هنگام شنا، انگلستان
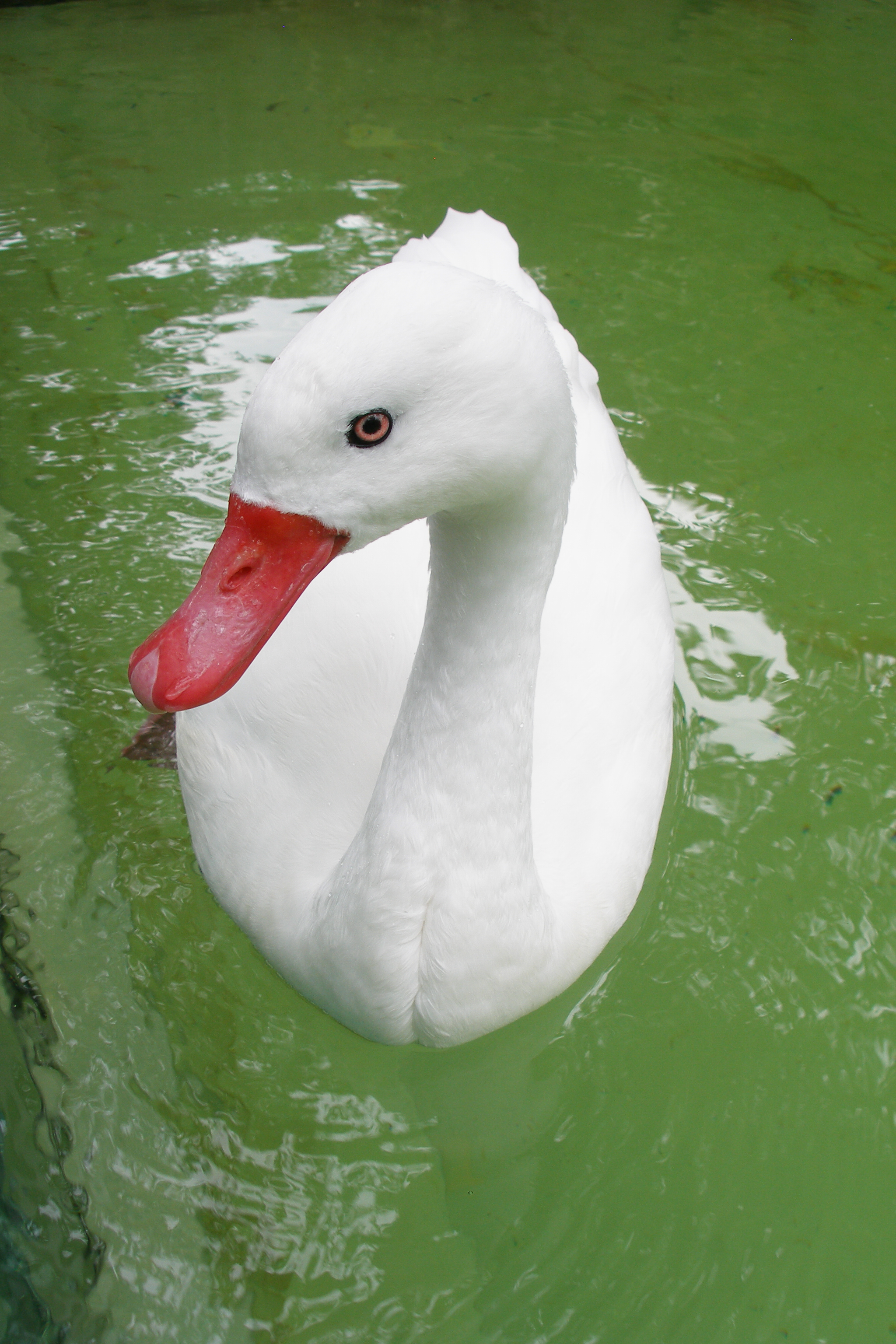
در باغ‌وحش برلین، آلمان